# مانويل بيو كوريا
مانويل بيو كوريا (بالبرتغالية: Manuel Pio Correia‏) هو عالم نبات برتغالي، ولد في 1874 في بورتو في البرتغال، وتوفي في 1934 في باريس في فرنسا.